# Kamares (Creta)
Kamares è la località di un sito archeologico di una grotta sacra minoica che si trova nella parte centro-meridionale dell'isola di Creta, in Grecia. La grotta sacra a Kamares è leggermente decentrata rispetto a un passo di montagna dei Monti Psiloriti, virtualmente allineata con la località della vicina Festo.
Alcuni dei migliori esempi di ceramica del Medio Minoico sono stati scoperti nella grotta di Kamares. La ceramica di Kamares datata al MM (periodo protopalaziale) ha preso il suo nome proprio dal sito. Questa ceramica è policroma con colori disposti chiaro su scuro, e con forme comprendenti giare e tazze. Le ceramiche dello stile “Kamares”, eseguite con l'utilizzo del tornio girevole, sono state denominate “a guscio d'uovo” per il loro esile spessore.

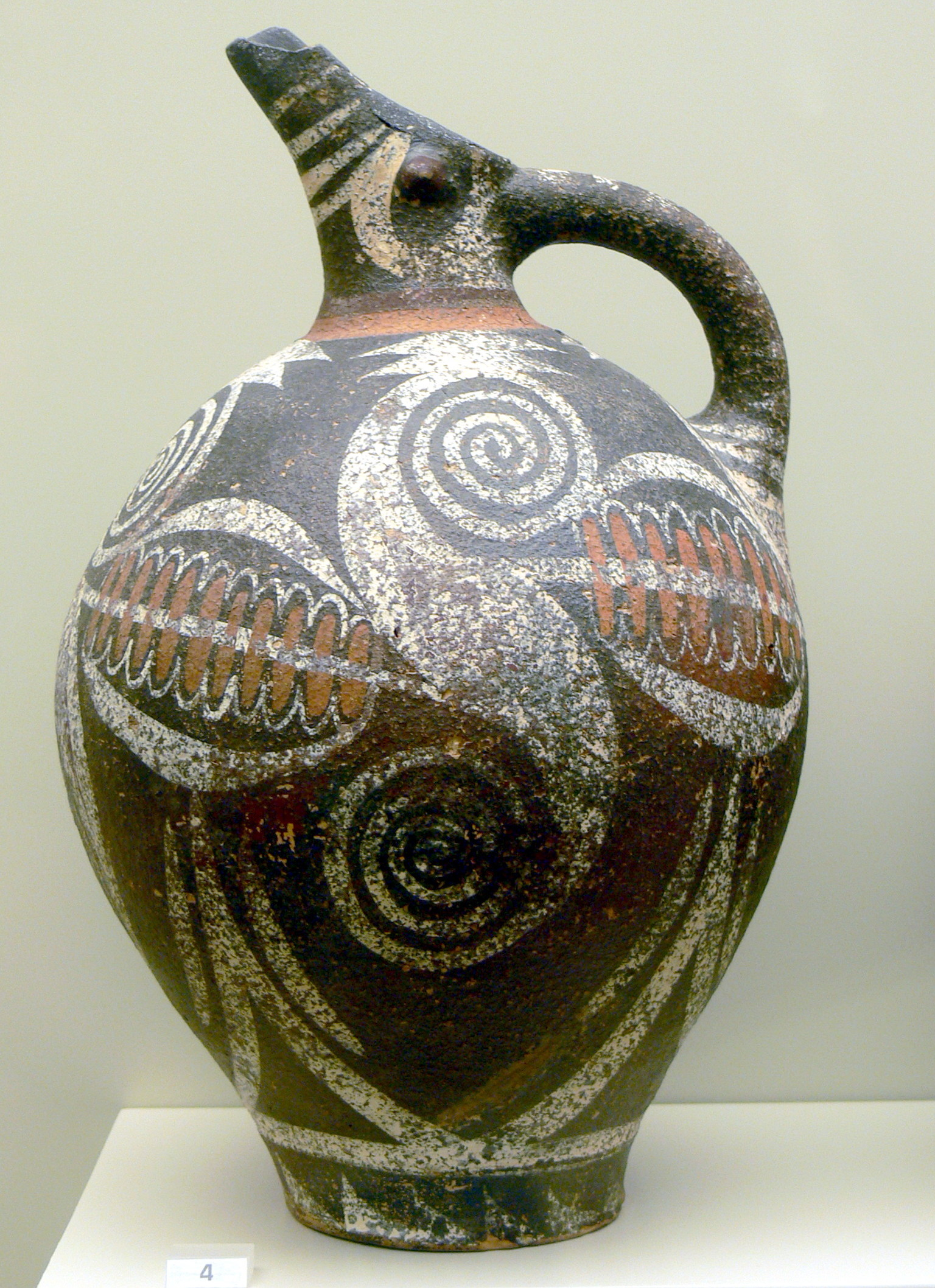
Una ceramica di Kamares